# Grez-Doiceau Fighting Turtles 2019
Questa voce raccoglie le informazioni riguardanti i Grez-Doiceau Fighting Turtles nelle competizioni ufficiali della stagione 2019.

## Roster
| Roster dei Grez-Doiceau Fighting Turtles (2019) |
| --- |
| Quarterback - 5 Tomasz Firszt - 12 Dylan Denis QB/K/P Running Back - 58 Bruno Crudo Osito RB/G Wide Receiver - 19 Emilien Duyck - 81 Louis Dejehet Tight End - 2 Jimmy Valet - 87 Mike Schooneyht Offensive Linemen - 68 Laurent Montfort - 75 Lloyd Waegemans C - 78 Steven Corijn - 79 David Corijn G Defensive Linemen - 36 Anthony Santocono DE/DT - 44 Jeremy Coppens DE - 50 Kévin Poelmans DT - 72 Reggie Shimirwa DT - 74 John Janssens DT Linebacker - 18 Adrien Massart ILB/K/P - 20 Mickael Maris OLB/FS - 22 Cédric Kellens OLB - 46 Malek Jabri ILB/RB - 52 Gaëtan Mons OLB/SS - 57 Steve Hermant ILB - 88 Nicolas de Crits OLB Defensive Back - 38 Arthur Piret CB Special Team Coaching staff David Vandersmissen (HC) · Peter Haest (DC) |

## BAFL National Division 2019

### Stagione regolare
| Sint-Denijs-Westrem 10 febbraio 2019, ore 12:00 | Grez-Doiceau Fighting Turtles | 6 – 16 | Leuven Lions |  |

| Grez-Doiceau 24 febbraio 2019, ore 14:00 | Izegem Tribes | 49 – 0 | Grez-Doiceau Fighting Turtles |  |

| Sint-Denijs-Westrem 10 marzo 2019, ore 15:00 | Grez-Doiceau Fighting Turtles | 14 – 54 | Ghent Gators |  |

| Izegem 31 marzo 2019, ore 12:00 | Grez-Doiceau Fighting Turtles | 0 – 17 | Andenne Bears |  |

| Waterloo 21 aprile 2019, ore 14:00 | Grez-Doiceau Fighting Turtles | 7 – 14 | Waterloo Warriors |  |

| Grez-Doiceau 28 aprile 2019, ore 14:00 | Mons Knights | 33 – 16 | Grez-Doiceau Fighting Turtles |  |

| Sint-Denijs-Westrem 5 maggio 2019, ore 14:00 | Grez-Doiceau Fighting Turtles | - – - (annullata) | Waasland Wolves |  |

## Statistiche di squadra
| Competizione | %Vittorie | In casa | In casa | In casa | In casa | In casa | In casa | In trasferta | In trasferta | In trasferta | In trasferta | In trasferta | In trasferta | Totale | Totale | Totale | Totale | Totale | Totale |
| Competizione | %Vittorie | G       | V       | N       | P       | Pf      | Ps      | G            | V            | N            | P            | Pf           | Ps           | G      | V      | N      | P      | Pf     | Ps     |
| ------------ | --------- | ------- | ------- | ------- | ------- | ------- | ------- | ------------ | ------------ | ------------ | ------------ | ------------ | ------------ | ------ | ------ | ------ | ------ | ------ | ------ |
| Campionato   | .000      | 4       | 0       | 0       | 4       | 27      | 101     | 2            | 0            | 0            | 2            | 16           | 82           | 6      | 0      | 0      | 6      | 43     | 183    |
| Totale       | .000      | 4       | 0       | 0       | 4       | 27      | 101     | 2            | 0            | 0            | 2            | 16           | 82           | 6      | 0      | 0      | 6      | 43     | 183    |